# Großstadtgeheimnis
Großstadtgeheimnis, auch als Bankraub am Wittenbergplatz betitelt, ist ein halbdokumentarischer, deutscher Kriminalfilm aus dem Jahre 1952 des Dokumentarfilmers Leo de Laforgue.

## Handlung
Die Geschichte ist inspiriert von den Verbrechen der Brüder Sass, die das Berlin der ausgehenden Weimarer Republik mit ihren Bankrauben und Safeeinbrüchen unsicher gemacht hatten. Auch in dieser Handlung gelingt es zwei üblen Ganoven mit einem geschickten Trick in den Tresorraum einer Berliner Bank am Wittenbergplatz einzudringen und Geld, wertvollen Schmuck und sogar Gold zu erbeuten. Zwar werden die Täter bald gefasst, sie müssen jedoch aus Mangel an Beweisen wieder laufen gelassen werden. 
Kriminalrat Dr. Westphal von der Berliner Kripo zeigt seinen Nachwuchsbeamten Vera Liemann, Werner Trantow, Horst Berger und Fritz Möller wie nun vorgegangen wird und polizeiliche Sisyphus-Arbeit abläuft. Ausdauer und Scharfsinn sind dabei zwei sehr wichtige Werkzeuge im Polizeialltag. Eines Tages zahlt sich die Beharrlichkeit der vier Kriminalassistenten aus, und die Gangster verraten sich. Einige der Verbrecher werden auf der Flucht erschossen, der Rest der Bande kann verhaftet werden.

## Produktionsnotizen und Wissenswertes
Großstadtgeheimnis entstand von November 1951 bis Januar 1952 in Berlin, Hamburg und Dresden, wobei die Außenaufnahmen dieser Städte Leo de Laforgues filmischem Vorkriegsarchiv entnommen wurden. Der Film wurde am 12. April 1952 in Stuttgart und Münster uraufgeführt, die Berliner Premiere war am 2. Mai 1952. Am 10. November 1957 wurde der Film erstmals im deutschen Fernsehen (in der ARD) gezeigt.
Karl Schmitz übernahm die Produktionsleitung, Filmbauten gab es keine. Hans Bradtke schrieb die Liedtexte.

## Kritiken
Der Spiegel schrieb: “Der nach amerikanischem Vorbild halbdokumentarische, doch leider auch bloß halblogische, mit wenig und nur privatem Geld gedrehte Film … bekam Hintergrund und Auslauf durch eingeblendete Berliner, Dresdener und Hamburger Vorkriegsfilme aus dem Archiv des Regisseurs Leo de Laforgue. Abgesehen von den Ganoven blasse Darstellung, aber glänzende Kompositionen aus ungewöhnlichen rasch wechselnden Bildausschnitten und spröder, spannungsfördernder Filmmusik.”
Im Filmdienst heißt es: „In Drehbuch, Darstellung und Regie ein nur schwach gelungener Kriminalfilm. Interessante Dokumentaraufnahmen aus den noch unzerstörten Städten Berlin und Dresden.“